# Itoplectis vesca
Itoplectis vesca är en stekelart som beskrevs av Henry Keith Townes, Jr. 1960. Itoplectis vesca ingår i släktet Itoplectis och familjen brokparasitsteklar. Inga underarter finns listade i Catalogue of Life.